# Voto limitado
Voto limitado es una fórmula electoral de los sistemas electorales mayoritarios en la que cada votante puede elegir un número de candidatos inferior al número de escaños que tiene asignada la circunscripción electoral plurinominal. Funciona con listas abiertas en las que el elector puede estar obligado a votar por un número fijo de candidatos o bien tener libertad para votar hasta el número máximo de candidatos establecido. Con esta fórmula electoral los candidatos del partido más votado se llevan la mayoría de los escaños, pero no todos, quedando algún escaño para el segundo (el resto es muy difícil que obtengan representación). Esta fórmula electoral es la que se utiliza en las elecciones al Senado de España. En el pasado también fue usada durante la Segunda República Española (1931-1936) y en Japón en 1946, recién acabada la Segunda Guerra Mundial.
Puede ser considerada una variante del escrutinio mayoritario plurinominal y también como un tipo de voto múltiple.

## Ejemplo

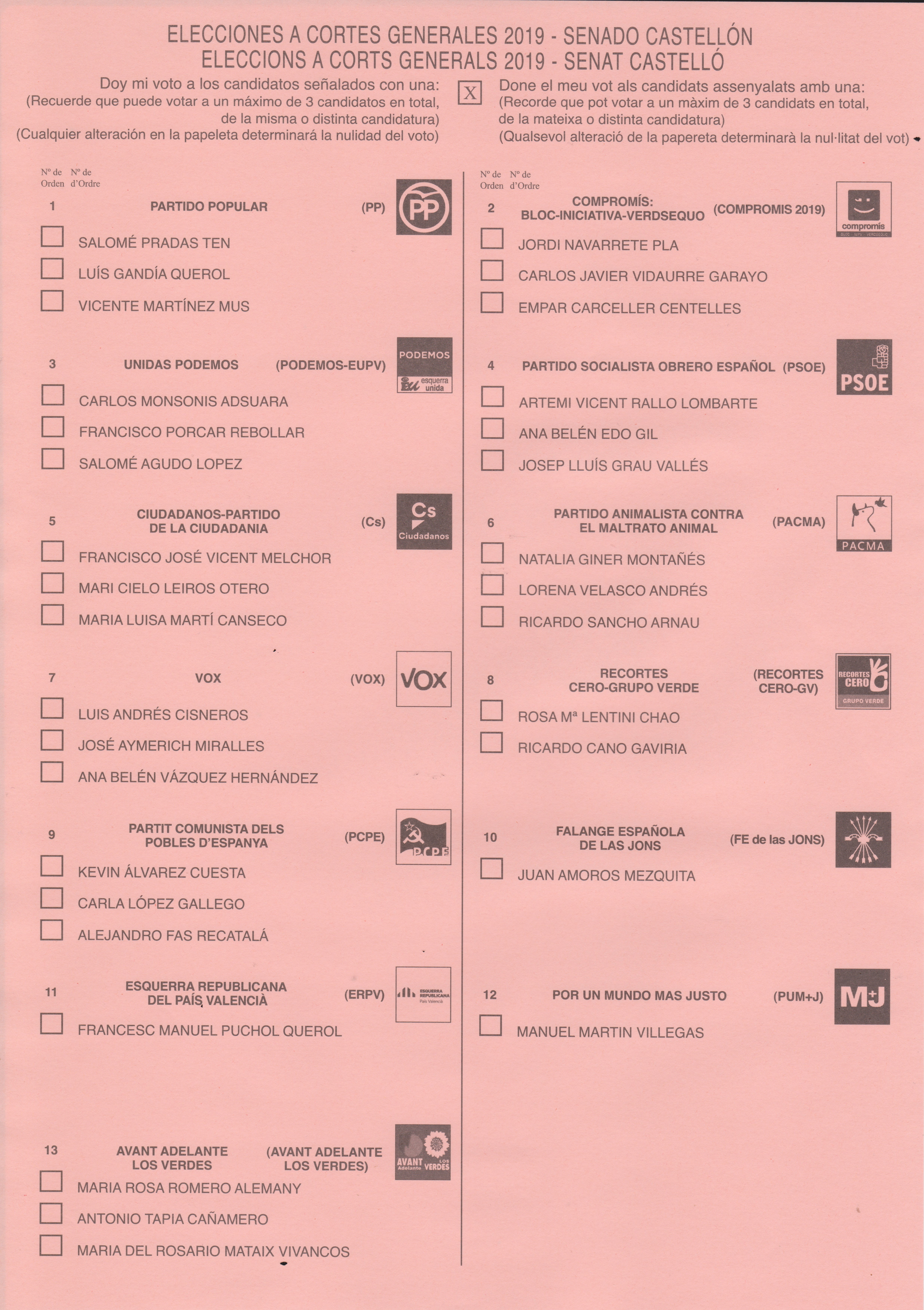
Papeleta del Senado de la circunscripción electoral de Castellón de las elecciones generales de España de abril de 2019.

En las elecciones generales de España de abril de 2019 por la circunscripción electoral de Castellón se presentaron en listas abiertas veintisiete candidatos agrupados en once partidos para ocupar los cuatro escaños del Senado que le correspondían a la circunscripción (Véase la papeleta electoral adjunta). Según la normativa electoral española cada elector podía votar a un máximo de tres candidatos (sin importar que fueran o no del mismo partido, sistema denominado voto combinado o panachage). Teniendo presente que ningún partido podía conseguir los cuatro escaños ocho de ellos presentaron tres candidatos (aspirando a ser el partido más votado) y los tres restantes uno solo (aspirando a conseguir el escaño que le correspondería al cuarto candidato más votado). El resultado fue que los tres candidatos más votados fueron los que presentó el PSOE (no recibieron exactamente el mismo número de votos porque siguiendo el sistema del panachage los electores podían votar a candidadatos de otros partidos o no utilizar los tres votos de que disponían) y el cuarto el primero de los presentados por el PP, por lo que el PSOE obtuvo tres senadores y el PP uno, como se puede observar en el cuadro siguiente (ni los otros dos candidatos del PP, ni los del resto de partidos obtuvieron representación):  
| Senador                      | Votos  | Candidatura                              |
| ---------------------------- | ------ | ---------------------------------------- |
| Artemi Vicent Rallo Lombarte | 92.123 | Partido Socialista Obrero Español (PSOE) |
| Ana Belén Edo Gil            | 89.890 | Partido Socialista Obrero Español (PSOE) |
| Josep Lluís Grau Vallés      | 85.440 | Partido Socialista Obrero Español (PSOE) |
| Salomé Pradas Ten            | 76.013 | Partido Popular (PP)                     |